# Intermezzo (film, 1939)
Intermezzo är en amerikansk romantisk dramafilm från 1939 i regi av Gregory Ratoff. Filmen är en nyinspelning av den svenska filmen med samma titel från 1936. 1980 spelades filmen in i ytterligare en ny version, med titeln Honeysuckle Rose.

## Handling
Den världsberömde violinisten Holger Brandt (Leslie Howard) återvänder hem till Sverige efter ännu en bejublad världsturné. I hemmet får han träffa sin unga dotters pianolärarinna, den unga Anita Hoffman (Ingrid Bergman). Han imponeras av hennes färdighet och charm och efter ett oväntat möte efter en operaföreställning inleder de ett förhållande. Han ber henne att följa med honom på nästa turné. Han lämnar sin familj för att ägna sig åt kärleken men skuldkänslorna kommer ifatt honom när han påminns om sin dotter.

## Medverkande (i urval)
- Leslie Howard – Holger Brandt
- Ingrid Bergman – Anita Hoffman
- Edna Best – Margit Brandt
- John Halliday – Thomas Stenborg
- Cecil Kellaway – Charles Moler
- Enid Bennett – Greta Stenborg
- Ann E. Todd – Ann Marie Brandt